# Niemiecko-Polskie Stowarzyszenie Prawników
Niemiecko-Polskie Stowarzyszenie Prawników (Deutsch-Polnische Juristen-Vereinigung e.V., DPJV) – niemiecko-polskie stowarzyszenie prawników z siedzibą w Berlinie, założone w 1990 roku.
Powstało w celu ułatwienia poruszania się niemieckim przedsiębiorstwom w polskim prawie, i polskim w niemieckim. Członkami stowarzyszenia są przede wszystkim niemieccy prawnicy.
Organizacja wydaje kwartalnik DPJZ (Deutsch-Polnische Juristen-Zeitschrift).

## Projekty
Stowarzyszenie wspiera jako partner akademickie kursy prawa niemieckiego w Polsce oraz prawa polskiego w Niemczech:
- 2-letnia szkoła prawa polskiego i niemieckiego prowadzona na Uniwersytecie Wrocławskim przy udziale wykładowców wydziału prawa berlińskiego Uniwersytetu Humboldta[2]
- kurs polskiego prawa publicznego na wydziale prawa Europejskiego Uniwersytetu Viadrina[3]

DPJV udostępnia darmowy niemiecko-polski słownik online terminów prawniczych oraz niemiecko-polski zbiór różnych wzorów umów.

## Rada stowarzyszenia[5]
- prof. dr Jutta Limbach(inne języki)
- prof. dr Andrzej Zoll
- prof. dr Mirosław Wyrzykowski
- prof. dr Hanna Suchocka
- prof. Herta Däubler-Gmelin
- prof. dr Marcus Lutter(inne języki)
- adw. Ryszard Kalisz
- adw. Janusz Krzaczek